# Astathes bimaculatoides
Astathes bimaculatoides là một loài bọ cánh cứng trong họ Cerambycidae.